# Muriel Hazel Wright
Muriel Hazel Wright (* 31. März 1889 in Lehigh, Oklahoma; † 27. Februar 1975 in Oklahoma City) war eine US-amerikanische Historikerin und Kämpferin für die Rechte der Indianer. Bekannt wurde sie als Chronistin Oklahomas und der Indianer von Oklahoma.
Muriels Vater war ein Choctaw, ihre Mutter eine Weiße. Für eine Frau und eine mixed-blood, also Nachfahrin von Weißen und Indianern, genoss sie eine ausgezeichnete Ausbildung. Ab 1924 forschte und publizierte sie über die Geschichte Oklahomas und seiner indigenen Völker. Sie war Autorin und Herausgeberin für The Chronicles of Oklahoma, einer Zeitschrift der Oklahoma Historical Society. Des Weiteren war sie Mitautorin der Enzyklopädie A Guide to the Indian Tribes of Oklahoma, die 1951 publiziert wurde.
Neben ihrer Tätigkeit als Historikerin unterstützte und beriet Wright die Choctaw in ökonomischen Fragen und verhalf ihnen nach der Annexion ihrer Territorien zu einer Entschädigung durch die Regierung. Als bei der Gründung des Staates Oklahoma 1907 der vormalige Stammesbesitz in Privathand übergehen sollte, stand sie ihnen ebenfalls zur Seite. Dank Wrights Einsatz wurde ein staatliches Programm zur Erhaltung der historischen Stätten der Choctaw durchgeführt, bei dem wichtige Gebäude wie das Choctaw Council House in Tuskahoma unter staatlichen Schutz gestellt wurden.
Für ihren Einsatz wurde Muriel Wright mehrfach geehrt. 1971 ernannte sie die North American Indian Women's Association zur „überragenden Indianerin des 20. Jahrhunderts“. Sie starb mit 85 Jahren durch einen Schlaganfall.

## Werke (Auswahl)
- The story of Oklahoma. 1923
- Our Oklahoma. 1939
- Guide to the Indian Tribes of Oklahoma. University of Oklahoma Press, 1951, ISBN 0-8061-0238-1
- Civil War sites in Oklahoma. Oklahoma Historical Society, 1967